# Carissa Etienne
Carissa Faustina Etienne (Dominica, 2 de noviembre de 1952-Estados Unidos, 1 de diciembre de 2023) fue una médica y salubrista dominiquesa, experta en gestión sanitaria, sistemas de salud y atención de salud. Llegó a fungir como directora  de la Organización Panamericana de la Salud (OPS).

## Trayectoria
Se licenció en medicina y cirugía (MBBS) por la Universidad de las Indias Occidentales (Jamaica) y realizó una maestría en salud comunitaria en la Escuela de Londres de Higiene y Medicina Tropical de la Universidad de Londres. Empezó su carrera como funcionaria médica en el hospital Princess Margaret, del que acabaría siendo directora. En Dominica, ocupó los cargos de Coordinadora del Programa Nacional contra el Sida, Coordinadora para Casos de Desastre dentro del Ministerio de Salud, presidenta del Comité Nacional contra el VIH/Sida, y directora de los Servicios de Atención Primaria de Salud. En 2008 fue nombrada subdirectora General de Sistemas y Servicios de Salud de la de la Organización Mundial de la Salud. En 2013 fue nombrada directora de la Organización Panamericana de la Salud.
Etienne falleció el 1 de diciembre de 2023 a los 71 años, en Estados Unidos.